# 沙恩施泰因
沙恩施泰因是奥地利上奥地利州格蒙登县的一个市镇。总面积47.7平方公里，总人口4757人，人口密度99.7人/平方公里（2005年）。